# Брадфорд (Огайо)
Брадфорд (англ. Bradford) — селище (англ. village) в США, в округах Маямі і Дарк штату Огайо. Населення — 1796 осіб (2020).

## Географія
Брадфорд розташований за координатами 40°7′52″ пн. ш. 84°25′36″ зх. д. / 40.13111° пн. ш. 84.42667° зх. д. (40.131147, -84.426652).  За даними Бюро перепису населення США в 2010 році селище мало площу 2,28 км², з яких 2,22 км² — суходіл та 0,06 км² — водойми.

## Демографія
Згідно з переписом 2010 року, у селищі мешкали 1842 особи в 676 домогосподарствах у складі 502 родин. Густота населення становила 808 осіб/км².  Було 750 помешкань (329/км²).
Расовий склад населення:
| - 98,9 % — білих - 0,2 % — чорних або афроамериканців - 0,2 % — азіатів - 0,1 % — вихідців з тихоокеанських островів - 0,1 % — корінних американців |

До двох чи більше рас належало 0,3 %. Частка іспаномовних становила 0,9 % від усіх жителів.
За віковим діапазоном населення розподілялося таким чином: 28,5 % — особи молодші 18 років, 57,8 % — особи у віці 18—64 років, 13,7 % — особи у віці 65 років та старші. Медіана віку мешканця становила 35,6 року. На 100 осіб жіночої статі у селищі припадало 91,5 чоловіків;  на 100 жінок у віці від 18 років та старших — 91,1 чоловіків також старших 18 років.
Середній дохід на одне домашнє господарство  становив 51 716 доларів США (медіана — 46 429), а середній дохід на одну сім'ю — 56 947 доларів (медіана — 51 042). Медіана доходів становила 39 107 доларів для чоловіків та 27 667 доларів для жінок. За межею бідності перебувало 11,8 % осіб, у тому числі 18,2 % дітей у віці до 18 років та 8,8 % осіб у віці 65 років та старших.
Цивільне працевлаштоване населення становило 786 осіб. Основні галузі зайнятості: виробництво — 31,6 %, освіта, охорона здоров'я та соціальна допомога — 21,6 %, роздрібна торгівля — 13,0 %, транспорт — 7,6 %.